# Acalolepta truncata
Acalolepta truncata là một loài bọ cánh cứng trong họ Cerambycidae.